# 번돈 국제공항
번돈 국제공항(雲屯國際空港, Van Don International Airport, 베트남어: Sân bay quốc tế Vân Đồn IATA: VDO, ICAO: VVVD)은 베트남 꽝닌성 번돈현에 위치한 국제공항이다. 베트남의 대표적인 세계유산인 하롱베이의 중심지역으로 할롱에서 50km 떨어져 있고, 껌파에서 20km 떨어져 있다.

## 배경
하롱베이가 세계적인 관광지이긴 하지만, 하노이에서 하롱베이까지 좁은 2차선 도로를 따라 4시간을 달려야 하는 낙후된 교통 인프라는 베트남 정부의 고민거리였다. 주변 지역에 마땅한 연계 관광 인프라를 갖추지 못한 탓에 이곳을 둘러보기 위해 왕복 6~8시간을 길에서 허비해야 했다.

그리하여 베트남 정부는 민간투자로 인근 지역에 공항을 건설하기로 결정하고 사업자로 선그룹을  선정했다. 지난 2015년부터 총 VND 7조 7,000억동이 BOT 방식으로 투자되었다.
국제민간항공기구(ICAO)의 기준에 따르면 4E 등급과 2급 군사 공항으로 대형 비행기의 이착륙이 가능하다.
2018년 12월 30일, 개장을 하여 하노이에서 온 베트남 항공의 첫 비행기를 시작으로 운영을 개시했다. 응우옌쑤언푹 수상이 직접 탑승을 해서, 공식 개장 단추를 눌러 운행을 알렸다.

## 시설
- 보안점검
- 체크인 카운터
- 보딩카운터
- VIP 룸서비스
- 소매서비스

### 여객터미널
번돈 국제공항의 여객터미널은 연간 250만명의 여행객과 1만 카고 톤을 처리할 수 있다. 터미널의 면적은 27,000 m²이며, 4개의 제트 브릿지(Code E 1개, Code C 3개), 4개의 화물 회전 컨베이어, 8개의 보안검색대와 31개의 체크인 카운터를 갖추고 있다.

## 운항 노선
| 항공사          | 목적지 |
| --------------- | ------ |
| 비엣젯 항공     | 호치민 |
| 뱀부 에어웨이스 | 호치민 |